# 繰出町
繰出町（くりだしちょう）は、愛知県名古屋市南区の地名。

## 歴史

### 町名の由来
豊田町の字に由来する。宝暦7年南野村の福井八左衛門により、繰出新田が開発された。

### 沿革
- 1930年（昭和5年）11月26日 - 南区豊田町の一部により、同区繰出町が成立[2]。
- 1985年（昭和60年）11月3日 - 一部が南区豊三丁目に編入される[2]。
- 1993年（平成5年）11月22日 - 残部が南区豊四丁目に編入され消滅[5]。